# Guaraci (kommun i Brasilien, São Paulo)
Guaraci är en kommun i Brasilien.   Den ligger i delstaten São Paulo, i den sydöstra delen av landet, 500 km söder om huvudstaden Brasília. Antalet invånare är 9 976.
Följande samhällen finns i Guaraci:
- Guaraci

Omgivningarna runt Guaraci är en mosaik av jordbruksmark och naturlig växtlighet. Runt Guaraci är det glesbefolkat, med 19 invånare per kvadratkilometer.